# Ford C-4
Ford C-4 – amerykański samolot transportowy z lat 30. XX wieku, używana przez United States Army Air Corps (USSAC), wojskowa wersja samolotu Ford Trimotor 5-AT.

## Historia
Na początku 1929 USAAC zakupił jeden egzemplarze samolotu Ford Trimotor w wersji 5-AT-B, który w porównaniu ze wcześniejszym modelem (używanym przez USAAC jako C-3) miał silniki o większej mocy i większą rozpiętość skrzydeł, a co się z tym wiązało - lepsze osiągi. Samolot otrzymał oznaczenie C-4 (numer seryjny 29-219), jego pierwszy lot odbył się 5 kwietnia 1929. Po zakończeniu testowania samolotu, został on przekazany do bazy Bolling Field w czerwcu 1929.
W 1930 USAAC zakupił dodatkowe cztery Trimotory w wersji 5-AT-D, które otrzymały wojskowe oznaczenie C-4A (numery seryjne 31-401/404). W porównaniu z poprzednią wersją, te samoloty były lepiej wykończone aerodynamicznie, silniki były osłonięte pierścieniami Townenda, a koła podwozia głównego były osłonięte dużymi owiewkami. Lot pierwszego C-4A odbył się 27 grudnia 1930, a 8 stycznia został przekazany do bazy Wright Field.
W połowie 1931, jedyny C-4 został zmodyfikowany do wersji C-4A i w takiej postaci służył do kwietnia 1935.
W 1932 jeden z C-4A został wyposażony w silniki Pratt & Whitney R-1340-7 o mocy 475 KM i otrzymał nowe oznaczenie C-4B.
Wszystkie cztery z zakupionych C-4A używane były pomiędzy marcem a majem 1934 jako samoloty pocztowe, kiedy USAAC na krótko przejął role przewoźnika poczty od firm cywilnych co zakończyło się tzw. „skandalem poczty lotniczej” (ang. Air Mail scandal).
C-4 pozostał w służbie to kwietnia 1935, po czym samolot był użyty jako naziemny cel. W pobliżu samolotu zrzucono bomby odłamkowe w celu zbadania ich efektów na metalową powłokę samolotu. W czasie testów C-4 został poważnie uszkodzony i został po nich złomowany.
Jeden z C-4A rozbił się w czerwcu 1934, pozostałe samoloty zostały wycofane ze służby w połowie 1938.

## Dane techniczne
| Model | Silniki                   | Moc silników (KM) | Masa własna (kg) | Prędkość maks. (km/h) | Prędkość przel. (km/h) | Zasięg (km) | Liczba miejsc/ładunek (kg) | Uwagi              |
| ----- | ------------------------- | ----------------- | ---------------- | --------------------- | ---------------------- | ----------- | -------------------------- | ------------------ |
| C-4   | Pratt & Whitney R-1340-3  | 450               | 5738             | 217                   | 185                    | 805         | 13/1360                    | Nr ser. 29-219     |
| C-4A  | Pratt & Whitney R-1340-11 | 450               | 6123             | 238                   | 204                    | 805         | 13/1360                    | Nr ser. 31-401/404 |